# Liga Națională de handbal feminin 2011-2012
Liga Națională de handbal feminin 2011-2012 a fost a 54-a ediție a primului eșalon valoric al campionatului național de handbal feminin românesc, respectiv a 15-a ediție în sistemul Ligii Naționale. Competiția a fost organizată de Federația Română de Handbal (FRH). 

## Echipe 2011–2012
- CSM București
- HCM Baia Mare
- Corona Brașov
- SCM Craiova
- Dunărea Brăila
- Oltchim Râmnicu Vâlcea
- Danubius Galați
- CSM Ploiești
- HCM Roman
- Universitatea Jolidon Cluj-Napoca
- HC Zalău
- CSU Neptun Constanța
- CSM Cetate Devatrans Deva
- Știința Bacău

## Clasament 2011-12
| Pos | Team                                 | Pld | W  | D | L  | GF  | GD  | Pts | Qualification or relegation          |
| --- | ------------------------------------ | --- | -- | - | -- | --- | --- | --- | ------------------------------------ |
| 1   | CS Oltchim Râmnicu Vâlcea (C)        | 26  | 25 | 0 | 1  | 908 | 644 | 50  | 2012–13 EHF Women's Champions League |
| 2   | CS Universitatea Jolidon Cluj-Napoca | 26  | 19 | 2 | 5  | 775 | 697 | 40  | 2012–13 EHF Women's Champions League |
| 3   | HC Zalău                             | 26  | 16 | 5 | 5  | 661 | 553 | 37  | 2012–13 Women's EHF Cup              |
| 4   | HC Dunărea Brăila                    | 26  | 17 | 2 | 7  | 701 | 642 | 36  | 2012–13 Women's EHF Cup              |
| 5   | HC Oțelul Galați                     | 26  | 13 | 1 | 12 | 705 | 673 | 27  | 2012–13 Women's EHF Cup Winners' Cup |
| 6   | ASC Corona 2010 Brașov               | 26  | 13 | 1 | 12 | 655 | 645 | 27  |                                      |
| 7   | CSM București                        | 26  | 12 | 1 | 13 | 730 | 749 | 25  |                                      |
| 8   | HCM Baia Mare                        | 26  | 11 | 1 | 14 | 654 | 731 | 23  |                                      |
| 9   | HCM Roman                            | 26  | 10 | 2 | 14 | 630 | 672 | 22  |                                      |
| 10  | CSM Ploiești                         | 26  | 8  | 2 | 16 | 687 | 728 | 18  |                                      |
| 11  | CSU Neptun Constanța (R)             | 26  | 8  | 2 | 16 | 669 | 752 | 18  | Relegation to the 2012–13 Divizia A  |
| 12  | SCM Craiova                          | 26  | 8  | 0 | 18 | 631 | 701 | 16  |                                      |
| 13  | CSM Cetate Devatrans Deva (R)        | 26  | 6  | 2 | 18 | 609 | 721 | 14  | Relegation to the 2012–13 Divizia A  |
| 14  | Știința Bacău (R)                    | 26  | 5  | 1 | 20 | 630 | 737 | 11  | Relegation to the 2012–13 Divizia A  |

Cea mai bună marcatoare a ediției 2011-12: Diana Druțu, HC Oțelul Galați (182 de goluri)